# 福島県道273号赤柴中島線
福島県道273号赤柴中島線（ふくしまけんどう273ごう あかしばなかじません）は、福島県相馬郡新地町内を通る一般県道である。

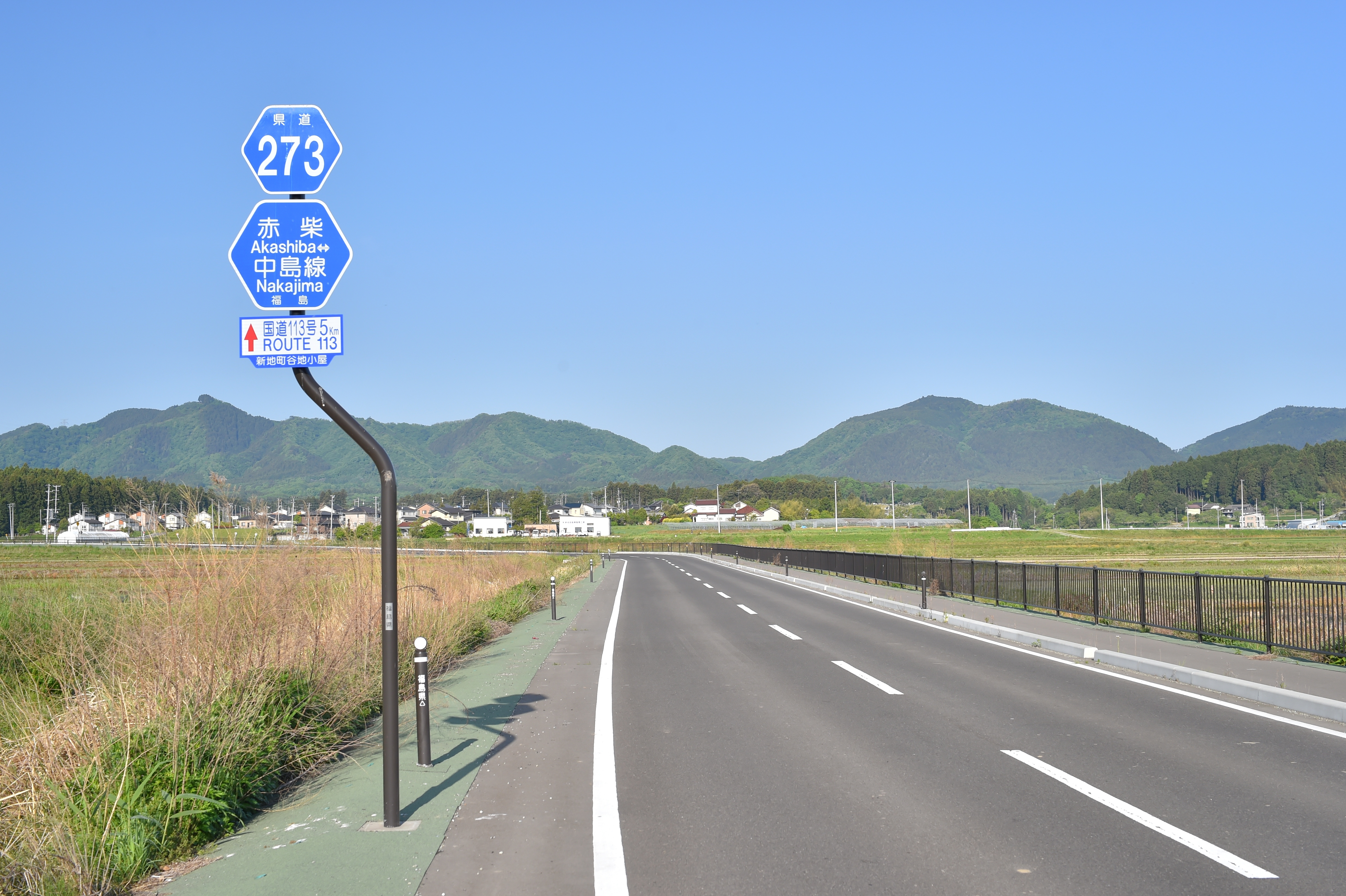
福島県道273号赤柴中島線
新地町谷地小屋（2024年5月）

## 路線概要
- 起点：相馬郡新地町駒ケ嶺字大沢北
- 終点：相馬郡新地町大字小川字八幡前
- 延長：5.787km
  - 実延長：5.738km[1]
- 路線認定年月日：1959年8月31日[2]

### バイパス・新道
- 駒ヶ嶺工区 - 常磐自動車道新地インターチェンジと新地町中心部を結ぶアクセス路線でありながら起点付近に狭隘・急カーブ区間が続くために約1kmに渡り道路改良が行われた区間である。2011年度に事業化され、2016年2月26日に供用開始された[3][4]。

### 道路施設
八郎橋
- 全長：6.0m
- 幅員：6.5m
- 竣工：1979年[5]

杉目字八郎から字清水に至り、二級水系砂子田川水系猿田川を渡る。

## 通過する自治体

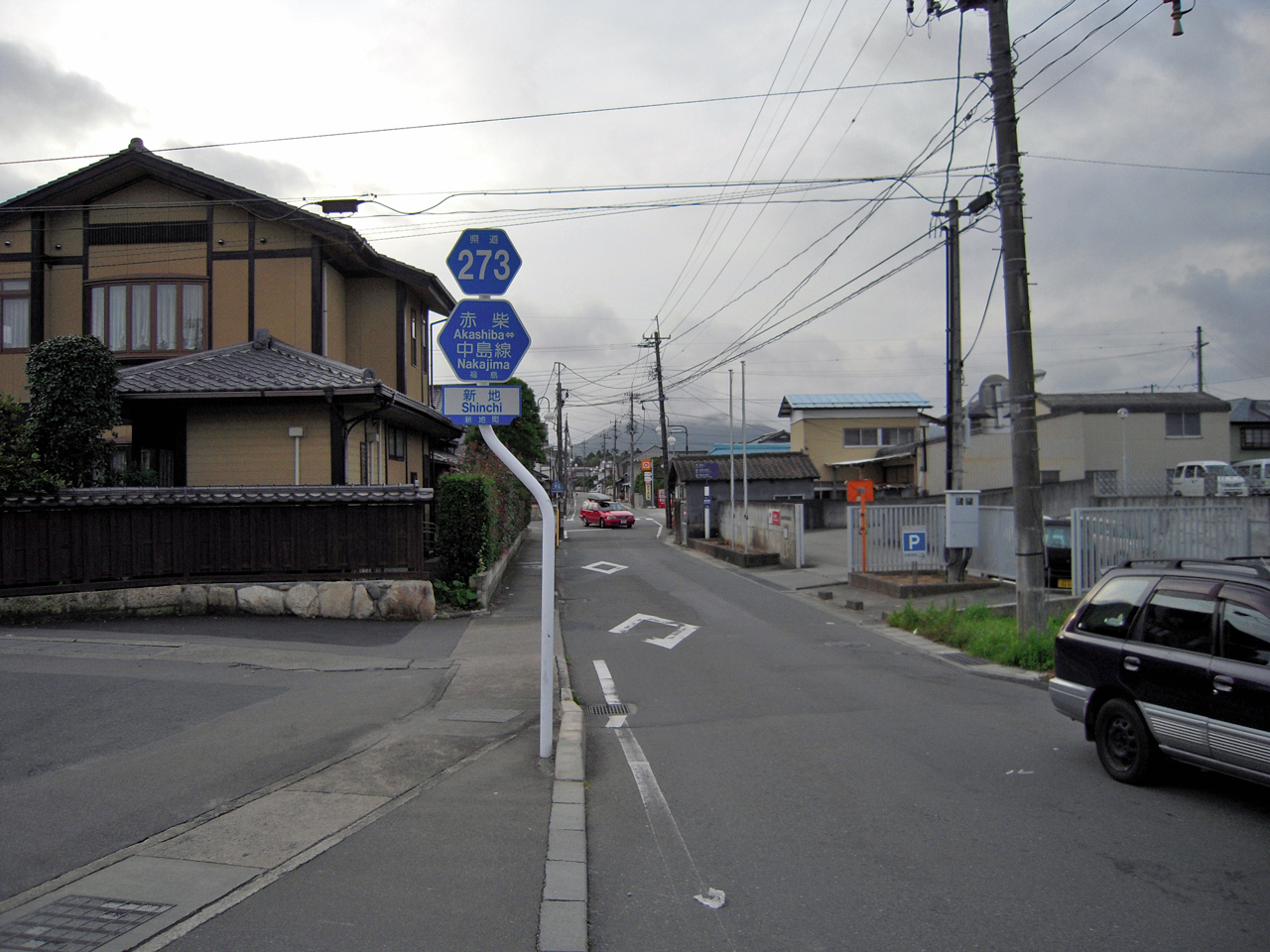
国道6号との交点付近（2008年10月）

- 相馬郡新地町

## 接続・交差する道路
- 国道113号（駒ケ嶺字大沢北 起点）
- 国道6号（谷地小屋字萩崎（新地交差点））
- 福島県道103号金山新地停車場線・福島県道171号新地停車場釣師線（小川字八幡前 終点）

## 沿線
- 常磐自動車道新地インターチェンジ
- 鹿狼山
- 新地町立新地小学校
- 新地町役場
- 新地町図書館